# Барнеков, Элизабет
Элизабет Барнеков (швед. Elisabet Barnekow; 8 февраля 1874, Сконе — 2 октября 1942, Стокгольм) — шведская художница и историк искусства.

## Биография и творчество
Элизабет Барнеков родилась в Сёрбиторпе (Сконе) 8 февраля 1874 года. Она училась в Стокгольме, в школе Элизабет Кейзер, а затем, в 1890-е годы, в Академии Жюлиана в Париже вместе с ближайшей подругой, скульптором Идой Торесен. Впоследствии Элизабет и Ида много путешествовали по Европе, включая Италию, Швейцарию, Францию и Шотландию.

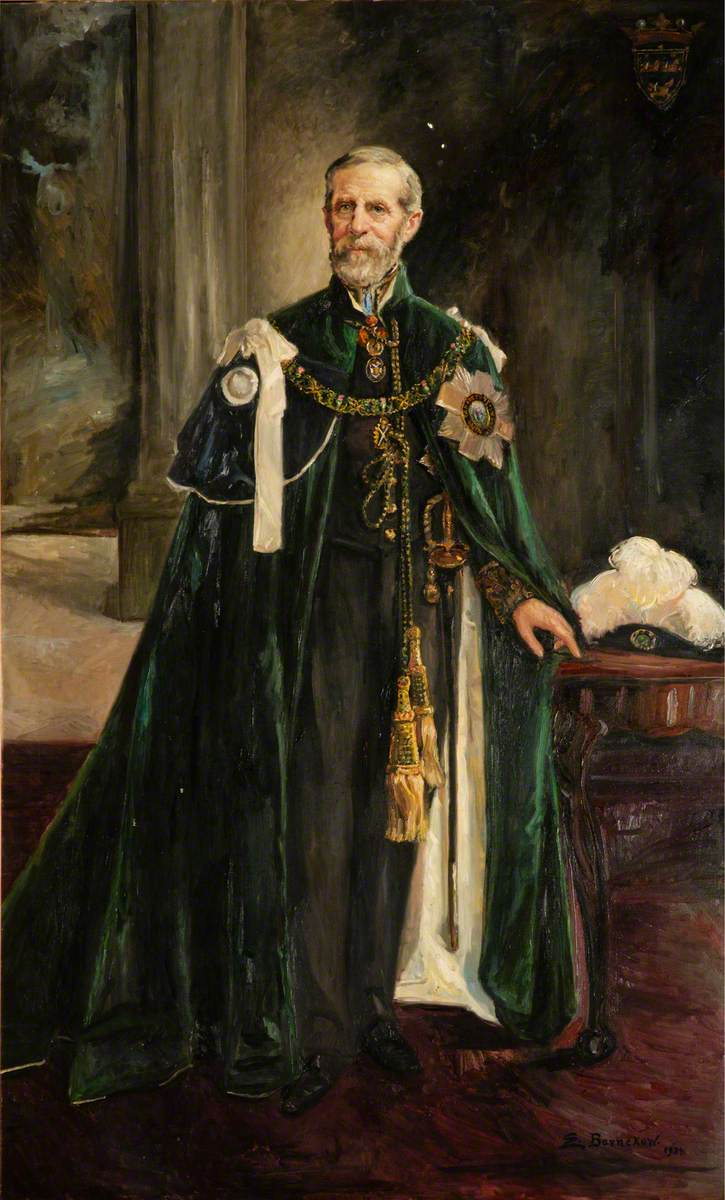
Портрет Джона, 1-го маркиза Абердина. 1884

При жизни Элизабет Барнеков пользовалась известностью как портретистка. Ей заказывали портреты многие высокопоставленные лица: государственные чиновники, шведские аристократы, члены королевских семей, культурной и политической элиты. Среди известных личностей, чьи портреты она писала, — королева Виктория, маркиз Абердинский, Сельма Лагерлёф, Фрида Стенхофф, Эллен Хаген, Виктория Бенедиктсон.
Элизабет Барнеков была одной из основательниц Шведского общества художниц (Föreningen Svenska Konstnärinnor), созданного в 1910 году. В существовавший до того Konstnärsklubb принимали только мужчин, поэтому необходима была организация, способная поддержать женщин-художниц и дать им возможность демонстрировать свои работы на выставках. Элизабет Барнеков стала секретарём Общества и отвечала за международные связи.
Поскольку женщины-художницы зачастую оставались безвестными — их работы не принимались на выставки, о них не писали критики — Барнеков решила исправить эту несправедливость и сохранить информацию о художницах, которые в противном случае могли быть преданы забвению. В последние годы жизни она, совместно с куратором Национального музея, Гертруд Сернер, составила двухтомный словарь женщин-художниц до 1830-х годов, ставший большим вкладом в историю искусства.
Элизабет Барнеков умерла в Стокгольме в 1942 году. Её работы находятся в различных музеях Швеции, включая Национальный музей.